# Karlo Rupel
Karlo Rupel, slovenski violinist in glasbeni pedagog, * 5. december 1907, Trst, † 17. september 1968, Ljubljana.

## Življenjepis
Violino ga je na šoli Glasbene Matice v Trstu sprva poučeval češki violinist Fran Topič, na šoli Glasbene Matice v Ljubljani pa Karlo Sancin. Nadaljeval je na ljubljanskem konservatoriju pri češkem violinistu Janu Šlaísu. Po zaključenem šolanju v Ljubljani je študij nadaljeval na violinski mojstrski šoli v Písku pri Otakarju Ševčíku, zatem pa še v Parizu pri Jacquesu Thibaltu. Občasno je v Zagrebu obiskoval tudi privatne ure pri češkem violinistu Václavu Humlu. 
Koncertiral je v Zvezni republiki Nemčiji, Italiji, Turčiji, na Kitajskem, v Severni Koreji in drugod. Igral je v klavirskem triju z B. Leskovicem in M. Lipovškom (1933-1934) bil med ustanovitelji Ljubljanske filharmonije (1934) /danes Slovenska filharmonija/. Ustanovil in vodil je tudi ansambel Slovenski solisti (1957-1965) in zapustil nekaj zvočnih posnetkov. Dolga leta je poučeval na Akademiji za glasbo, kateri je bil tudi rektor.
Kot pedagog je vzgojil pomembne violiniste. Njegovi učenci so bili: Dejan Bravničar, Francka Ornik Rojc, Jani Golob, Mirko Petrač in Ciril Veronek.
Napisal je metodično razpravo s področja violinske igre Tehnika loka (1949) in uredil več zbirk skladb za šolske namene: Mladinske skladbe za violino in klavir (1953), Slovenske mladinske za violino in klavir (1953), Mladi violinist (1958)